# Théâtre d’État de Vinnytsia
Le théâtre d’État d'art dramatique et de musique de Vinnytsia (en ukrainien ський музично-драматичний театр імені Миколи Садовського) est un théâtre de la ville de Vinnytsia en Ukraine nommé en l'honneur de Mikolas Sadovski.

## Situation
Le bâtiment est situé au 13 de la rue Sadovski dans le centre de la ville. 

## Histoire
Le 30 janvier 1910 la levée de fonds était accomplie pour construire le théâtre qui fut achevé en onze mois.